# Benkt Austrin
Benkt Adolf Austrin, född 16 maj 1909 i Karlstad, död 3 maj 1974 i Väse, var en svensk sportskytt. Han tävlade för Karlstads JSK.
Austrin tävlade för Sverige vid olympiska sommarspelen 1956 i Melbourne, där han slutade på 7:e plats i hjortskytte.